# Menetia koshlandae
Menetia koshlandae är en ödleart som beskrevs av  Allen E. Greer 1991. Menetia koshlandae ingår i släktet Menetia och familjen skinkar. Inga underarter finns listade i Catalogue of Life.